# Owczary (Lubusz)
Pour les articles homonymes, voir Owczary.
Owczary (prononciation : [ɔfˈt͡ʂarɨ]) est un village polonais de la gmina de Górzyca dans le powiat de Słubice de la voïvodie de Lubusz dans l'ouest de la Pologne.
Il se situe à environ 4 kilomètres au sud-ouest de Górzyca (siège de la gmina), 14 kilomètres au nord de Słubice (siège du powiat) et 52 kilomètres au sud-ouest de Gorzów Wielkopolski (capitale de la voïvodie).
Le village comptait approximativement une population de 118 habitants en 2007 .

## Histoire
Au cours du deuxième partage de la Pologne en 1793, le village est annexé par le Royaume de Prusse sous le nom de Oetscher. (voir Évolution territoriale de la Pologne)
Après la Seconde Guerre mondiale, avec la mise en œuvre de la ligne Oder-Neisse, le village retourne à la République populaire de Pologne. La population d'origine allemande est expulsée et remplacée par des polonais.
De 1975 à 1998, le village appartenait administrativement à la voïvodie de Gorzów.

Depuis 1999, il appartient administrativement à la voïvodie de Lubusz